# Station Nowy Tomyśl
Station Nowy Tomyśl is een spoorwegstation in de Poolse plaats Nowy Tomyśl.